# Султаница
Султаница (на турски: Sultaniçe) е село в Източна Тракия, Турция, Вилает Одрин. Околия Енос.

## География
Селото се намира на 20 км южно от Енос.

## История
В началото на 20 век Султаница е село в Еноска кааза на Османската империя. Според статистиката на професор Любомир Милетич в 1912 година в селото живеят 120 семейства помаци.